# Cuestión española (Naciones Unidas)

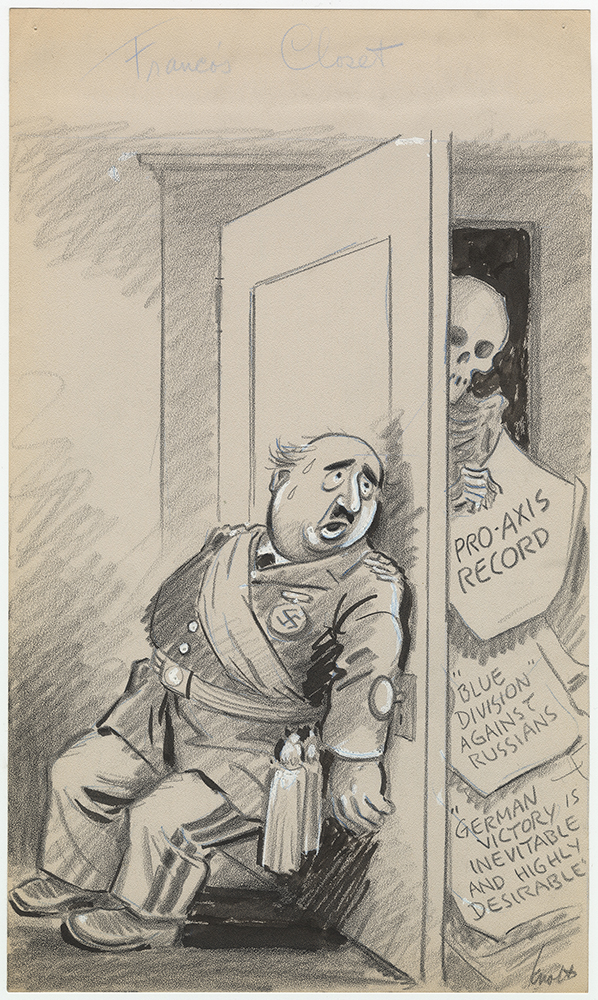
Caricatura del dibujante estadounidense John F. Knott (1945) en el que aparece un atemorizado Franco, portando la esvástica, se ve amenazado por su colaboración con las potencias del Eje, como las declaraciones a favor de la victoria de la Alemania nazi o el envío de la División Azul al frente ruso.

Se conoce como cuestión española al conjunto de circunstancias geopolíticas y diplomáticas que marcaron la relación entre España y las Naciones Unidas entre 1945 y 1955, centradas en el hecho de que la ONU le negó el ingreso al país en la organización debido a la simpatía que el régimen de Franco tuvo hacia las potencias del Eje, derrotadas tras la Segunda Guerra Mundial.
La cuestión Española desapareció cuando España ingresó oficialmente en la ONU el 14 de diciembre de 1955, lo que fue posible gracias al «deshielo» que se produjo en las relaciones entre los dos bloques tras la muerte de Stalin en 1953, ya que «se abrió paso la idea de una ampliación de la ONU, para admitir a aquellos países que figuraron en el bando perdedor de la Guerra Mundial o fueron neutrales, y que ahora estaban alineados junto a una u otra superpotencia», que era el caso de España. Así el 8 de diciembre de 1955 la Asamblea General de la ONU admitió a dieciocho nuevos miembros, entre ellos España, junto con Italia, Portugal, Hungría, Rumania, Bulgaria, Albania, Austria y otros diez países más. No hubo ningún voto en contra y solo dos abstenciones, México y Bélgica. Era el final del aislamiento del franquismo.

## Antecedentes

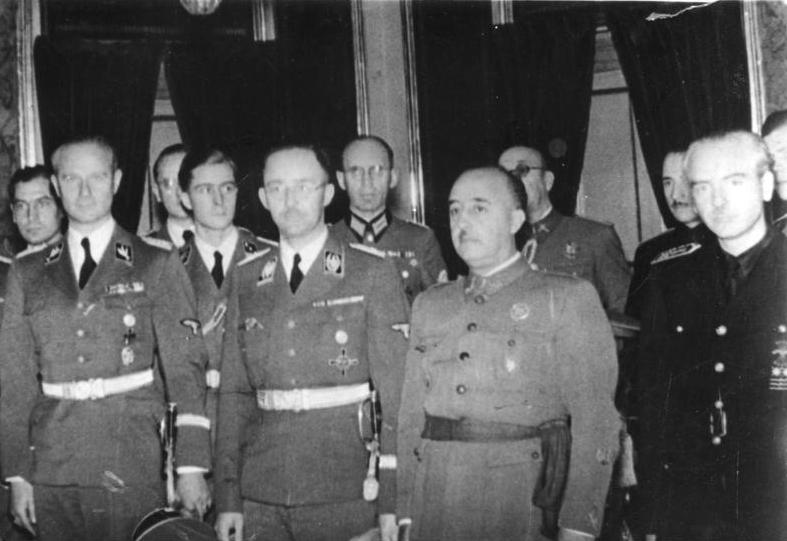
El General Franco junto al dirigente nazi y comandante de las SS Heinrich Himmler, durante su visita a Madrid (1940).

- España, Ifni, Sahara Español y Guinea Española
- Protectorado español de Marruecos
- Zona internacional de Tánger

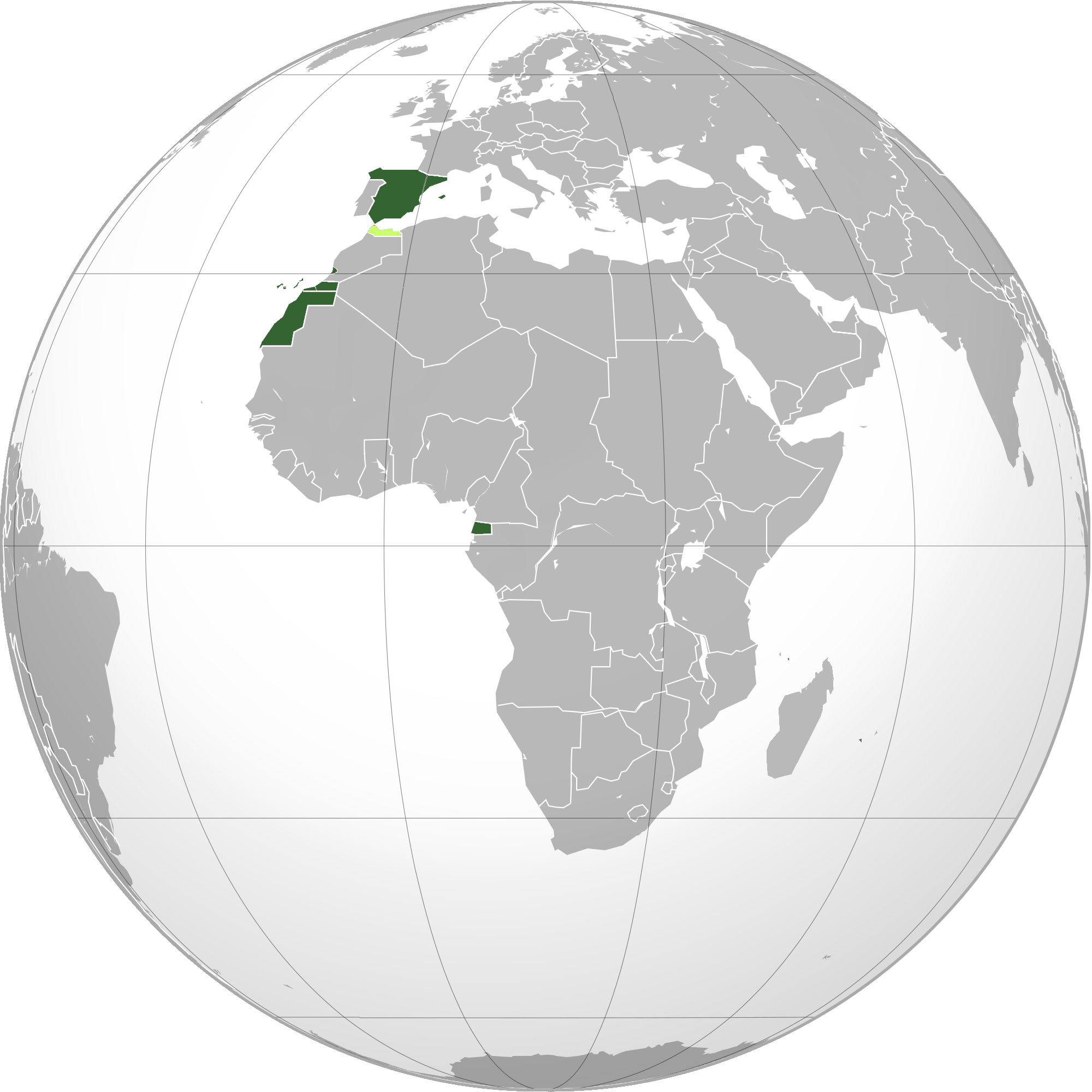
Territorios y colonias de la España franquista en esos años:

Cuando se inició la Segunda Guerra Mundial el 1° de septiembre de 1939, el régimen franquista proclamó que España se mantendría neutral debido a la mala situación económica del país tras la Guerra Civil Española. Pero las victorias alemanas sobre Holanda, Bélgica, Luxemburgo y Francia en junio de 1940 y la entrada en la guerra de Italia del lado de Alemania (el día 10), cambiaron la situación. De esta forma, el 13 de junio de 1940, cuando los alemanes estaban a punto de entrar en París, Francisco Franco abandonaba la "estricta neutralidad" y se declaraba "no beligerante", que era el estatus que tenía Italia antes de entrar en la guerra. Al día siguiente las tropas españolas ocuparon la Zona Internacional de Tánger, que quedó incorporada de hecho al Marruecos español.
En noviembre de 1942 tropas británicas y estadounidenses desembarcaron en el norte de África para expulsar al Afrika Korps alemán y a las tropas italianas. Para Franco era el fin de sus aspiraciones de conquista y un posible riesgo de invasión por parte de los aliados dado su alineamiento con Alemania e Italia. No sería sino hasta la caída de Mussolini en julio de 1943 tras el desembarco aliado en Sicilia, cuando el general Franco volvió a la "estricta neutralidad", ordenando en noviembre la retirada del Frente Oriental de la División Azul.
Debido a la simpatía del franquismo con las potencias del eje, los vencedores de la guerra excluyeron a España del reordenamiento internacional de postguerra.

## Origen de la cuestión
La cuestión española surgió en la Conferencia de San Francisco. Durante dicha conferencia, por iniciativa de las delegaciones de Australia y México, se adoptó una moción que, sin mencionar explícitamente a España, hacía referencia a ella con estos términos:

A propósito del párrafo 2 del capítulo III, la delegación de México considera que este párrafo no podrá aplicarse a Estados cuyos regímenes fueron establecidos con la ayuda de fuerzas militares de países que han luchado contra las Naciones Unidas, mientras que estos regímenes permanezcan en el poder.

España no estuvo presente en la conferencia. Sin embargo, prominentes líderes republicanos españoles sí estuvieron en la conferencia, ejerciendo una influencia notoria sobre varias delegaciones, extendida hacia las condiciones de ingreso en las Naciones Unidas.
En la conferencia de Potsdam, la cuestión sobre cómo proceder con la España de postguerra fue una de las primeras en ser tratada. En esta, Stalin encontró el apoyo de los líderes estadounidense y británico considerando a la España franquista como aliada de las Potencias del eje, amparado por el hecho de que ese régimen había enviado a la División Azul (combatiendo a favor de las fuerzas armadas alemanas) a la Unión Soviética durante la Segunda Guerra Mundial.
En dicha conferencia, las tres potencias vencedoras en la Segunda Guerra Mundial (Estados Unidos, Gran Bretaña y la Unión Soviética) hicieron pública una declaración al respecto:

Los tres gobiernos, sin embargo, se sienten obligados a declarar que, por su parte, no apoyarán ninguna solicitud de ingreso (en la ONU) del presente Gobierno español, el cual, habiendo sido establecido con el apoyo de las potencias del eje, no posee, en razón de sus orígenes, su naturaleza, su historial y su asociación estrecha con los países agresores, las cualidades necesarias para justificar ese ingreso.

## La resolución 39
En la ONU, el tema de España fue uno de los primeros en ser tratado por la organización, por iniciativa de la delegación de Polonia. Entre mayo y junio de 1946, el Consejo de Seguridad de la ONU hizo un estudio sobre la situación política en España, llegando a las siguientes conclusiones:
- El régimen de Franco era de naturaleza fascista, establecido con ayuda del régimen nazi de Alemania y el régimen fascista de Italia.
- A pesar de las protestas aliadas, España ayudó a las potencias del eje enviando a la División Azul, la Legión Española de Voluntarios y la Escuadrilla Aérea Salvador a la Unión Soviética y anexándose Tánger en 1940.
- Franco, junto con Hitler y Mussolini, fue culpable de la conspiración que resultó en la Segunda Guerra Mundial, en la cual se aplazó la beligerancia de Franco hasta el momento que se acordara mutuamente.[7][8]

Convencida de que el régimen franquista fue impuesto al pueblo español por la fuerza con la ayuda de las potencias del Eje (a las cuales ayudó durante la guerra) y que no representaba al pueblo español, haciendo imposible la participación en asuntos internacionales del pueblo español con las Naciones Unidas, el 12 de diciembre de 1946 la Asamblea General adoptó la Resolución 39, mediante la cual se excluía al gobierno español de organismos internacionales y conferencias establecidas por las Naciones Unidas. Además, la resolución recomendó al Consejo de Seguridad tomar las medidas necesarias si en un "tiempo razonable" no se establecía un nuevo Gobierno cuya autoridad emanara del consentimiento de los gobernados. Así mismo, la resolución recomendó la retirada inmediata de los embajadores y ministros plenipotenciarios acreditados ante el gobierno de España. La resolución fue aprobada con 34 votos a favor, 6 votos en contra, 13 abstenciones y una ausencia.
Al día siguiente de la aprobación de la resolución, el régimen franquista respondió con una gran manifestación en la Plaza de Oriente reivindicando el orgullo nacional frente a la hostilidad extranjera y apelando a la autosuficiencia del pueblo español. Estas sanciones no lograron debilitar al régimen, que en política interior reaccionó con una campaña propagandística que logró fortalecer a Franco a base de agitar el fantasma de las "injerencias del exterior". Tampoco internacionalmente surtieron grandes efectos, más allá de constituir un símbolo del ostracismo internacional de la dictadura. Algunos países (como Argentina) no acataron la recomendación de retirar a sus embajadores, mientras que muchos otros sencillamente dejaron a cargo de sus legaciones a encargados de negocios. Además, la dictadura franquista capeó el temporal mediante las llamadas políticas de sustitución, tendiendo puentes con repúblicas hispanoamericanas y países árabes a la espera de que los países occidentales, impulsados por la Guerra Fría, rectificaran su actitud hacia España.

### Votación
A favor
Australia, Bélgica, Bielorrusia, Bolivia, Brasil, Checoslovaquia, Chile, China, Dinamarca, Estados Unidos, Etiopía, Filipinas, Francia, Guatemala, Haití, India, Irán, Islandia, Liberia, Luxemburgo, México, Nicaragua, Noruega, Nueva Zelanda, Panamá, Paraguay, Polonia, Reino Unido, Suecia, Ucrania, Unión Soviética, Uruguay, Venezuela, Yugoslavia.
En contra
Argentina, Costa Rica, Ecuador, El Salvador, Perú, República Dominicana.
Abstenciones
Afganistán, Arabia Saudita, Canadá, Colombia, Cuba, Egipto, Grecia, Honduras, Líbano, Países Bajos, Siria, Sudáfrica, Turquía.
Ausentes
Irak.

## La resolución 386
Sin embargo, la Guerra Fría hizo que el gobierno de Estados Unidos cambiara su actitud para con el régimen franquista, al considerar que España, debido a su situación geográfica y su gobierno anticomunista, sería útil para los objetivos del llamado mundo libre pregonados por el bloque Occidental. El 3 de septiembre de 1949 barcos de guerra estadounidenses hacían escala en la base naval del Ferrol. En estas condiciones, España iba ganando simpatías entre varios países miembros de la ONU. En enero de 1950, el periódico estadounidense The New York Times publicó una carta del secretario de estado Dean Acheson en la que admite que la resolución 39 ha sido un fracaso, mencionando que el gobierno estadounidense estaba en disposición de apoyar una resolución que terminara con ambos aspectos. Sin embargo, se seguía condenando al régimen franquista argumentando que la política llevada a cabo ha sido errónea, pero no en la condena moral de la dictadura de Franco, lo que explica que Estados Unidos haya excluido a España del Plan Marshall y que no haya sido invitado a unirse a la OTAN.
El 4 de noviembre de 1950, la Asamblea General adoptó la resolución 386, mediante la cual se revocaba la recomendación de retiro
de embajadores y ministros acreditados ante el gobierno español al mismo tiempo que se revocaba la recomendación que impedía a España ser miembro de los organismos internacionales establecidos por las Naciones Unidas o vinculados por éstas. La resolución fue aprobada con 38 votos a favor, 10 en contra, 12 abstenciones y ninguna ausencia.

### Votación
A favor
Afganistán, Arabia Saudita, Argentina, Bélgica, Bolivia, Brasil, Canadá, Chile, China, Colombia, Costa Rica, Ecuador, Egipto, El Salvador, Estados Unidos, Filipinas, Grecia, Haití, Honduras, Irak, Irán, Islandia, Líbano, Liberia, Luxemburgo, Nicaragua, Países Bajos, Pakistán, Panamá, Paraguay, Perú, República Dominicana, Siria, Sudáfrica, Tailandia, Turquía, Venezuela, Yemen.
En contra
Bielorrusia, Checoslovaquia, Guatemala, Israel, México, Polonia, Ucrania, Unión Soviética, Uruguay, Yugoslavia.
Abstenciones
Australia, Birmania, Cuba, Dinamarca, Etiopía, Francia, Reino Unido, India, Indonesia, Noruega, Nueva Zelanda, Suecia.
Ausentes
Ninguno.

## El fin de la cuestión
Dicha resolución abrió el camino para la incorporación de España al sistema de las Naciones Unidas, iniciada en 1951 con la incorporación a organismos adscritos como la UPU, la UIT, la FAO y la OMS, y completada con el ingreso de España a la ONU en 1955.